# 皱叶报春
皱叶报春（学名：Primula bullata），为报春花科报春花属下的一个种。

## 扩展阅读
維基物種上的相關：皱叶报春